# Pseudophilautus abundus
Pseudophilautus abundus é uma espécie de anfíbio da família Rhacophoridae.
É endémica do Sri Lanka.
Os seus habitats naturais são: florestas subtropicais ou tropicais húmidas de baixa altitude, matagal húmido tropical ou subtropical, plantações, jardins rurais e florestas secundárias altamente degradadas.